# Коджатепе джамия
Коджатепе джамия (на турски: Kocatepe Camii) е най-големият мюсюлмански храм в турската столица Анкара.
Построена е в периода 1967-1987 г. в квартала Коджа тепе. Разположението ѝ в Анкара, както и размерите ѝ, я правят разпознаваема и видима от всички точки в централната част на града.
Идеята за построяването на Коджатепе джамия датира още от 1940-те години. Така на 8 декември 1944 г. Ахмед Хамди Аксеси – заместник-председател на турска религиозна организация, заедно с още 72 члена създават „Инициативен комитет за построяване на джамия в Йенишехир, Анкара“. През 1947 г. инициативния комитет изисква проектите да се изработват от архитекти, но нито един от предложените проекти не е бил одобрен.
Едва през 1956 г., след края на управлението на Аднан Мендерес, парцелът за строеж на джамията е определен и е препотвърден още веднъж през 1957 г. В конкурса са предложени 36 проекта, като впоследствие е избран този на Ведат Далокай и Неджат Текелиоглу.
Одобреният проект предлага много нововъведения и модерен дизайн. Строежът на джамията започва, но поради остри критики от страна на консервативно настроени слоеве в обществото заради модернистичната ѝ е спрян на ниво основи. По-късно през 1969 г. Ведат Далокай печели международния конкурс за построяване на джамия в пакистанската столица Исламабад, като преработва проекта за Коджатепе джамия. Файсал джамия, която може да побере 100 000 богомолци, е една от най-големите джамии в света и се смята за еталон в модерната ислямска архитектура.